# Michael Howard (Historiker)
Sir Michael Eliot Howard, OM, CH, CBE, MC, FBA (* 29. November 1922 in Ashmore bei Salisbury; † 30. November 2019) war ein britischer Offizier und führender Militärhistoriker. Er war maßgeblicher Wegbereiter der Strategischen Studien im Vereinigten Königreich.

## Leben
Howard besuchte das Wellington College in Berkshire und studierte ab 1943 am Christ Church der University of Oxford. Im Zweiten Weltkrieg musste er sein Geschichtsstudium unterbrechen und wurde zum Kriegsdienst in Europa herangezogen. So war er als Angehöriger der Coldstream Guards beim Italienfeldzug eingesetzt, wo er mehrmals verwundet wurde. Für seine militärischen Handlungen wurde er später mit dem Military Cross ausgezeichnet. Er erreichte den Dienstgrad eines Captain der British Army.
Nach der Demobilisierung konnte er seine Studien fortsetzen (B.A. 1946 und M.A. 1948). 1947 wurde er Assistant Lecturer in History am Department of History des King’s College London. 1950 wurde er Lecturer, dann Reader und Professor of War Studies. Er begründete ebendort das Department of War Studies (Leiter von 1962 bis 1968) und das Liddell Hart Centre for Military Archives mit. 1966 hielt er die Lees Knowles Lectures an der University of Cambridge (Thema: „Conduct of British Strategy in the 2nd World War“) und 1967 die Harmon Memorial Lectures in Military History an der United States Air Force Academy in Colorado Springs, Colorado (Thema: „Strategy and Policy in Twentieth-Century Warfare“). 1968 wurde er Fellow in Higher Defence Studies am All Souls College der University of Oxford. Von 1977 bis 1980 war er dort Chichele Professor of the History of War und wechselte dann 1980 als Regius Professor of History an das Oriel College. 1985 hielt er die Huizinga Lecture an der niederländischen Universität Leiden (Thema: „1945: End of an Era?“). Von 1989 bis 1993 war er Robert A. Lovett Professor of Military and Naval History an der Yale University in New Haven, Connecticut. 1996 war er Lee Kuan Yew Distinguished Visitor an der Nationaluniversität Singapur.
Er war Mitbegründer und President Emeritus des International Institute for Strategic Studies (IISS) in London. Außerdem war er Vizepräsident des von ihm 1963 mitbegründeten Council on Christian Approaches to Defence and Disarmement (CCADD) und war Präsident der Army Records Society. Außerdem war er Trustee des Liddell Hart Centre for Military Archives. Howard war Mitglied im Advisory Editorial Board der Zeitschrift War in History.
Howard pflegte über seine Herkunft und seine wissenschaftliche Tätigkeit enge Kontakte in die Politik. So war er etwa eng verbunden mit der Labour Party, fungierte aber auch als Berater der konservativen Premierministerin Margaret Thatcher.
2014 wurde am King’s College London das Sir Michael Howard Centre for the History of War eingerichtet.
Seit 2006 lebte er in einer eingetragenen Partnerschaft. Howard starb im November 2019, einen Tag nach seinem 97. Geburtstag.

## Werk
Howard bezog die Militärgeschichte in das soziale und politische Umfeld ein und erweiterte diese so über das Studium einzelner Schlachten und Feldzüge hinaus. Er gilt als einer der führenden Clausewitz-Forscher, so übersetzte er das Hauptwerk von Carl von Clausewitz und schrieb dessen Biographie. Eines seiner Hauptwerke war eine Studie des Deutsch-Französischen Kriegs (1870/71).
Darüber hinaus trug er u. a. zur History of the Second World War (official history) und zur The New Cambridge Modern History bei.

## Auszeichnungen

### Preise und Stipendien
- 1962: Duff Cooper Prize
- 1972: Wolfson History Prize
- 1973: Chesney Memorial Gold Medal, Royal United Services Institute
- 1989: NATO Atlantic Award
- 1992: Samuel Eliot Morison Prize, Society for Military History
- 1994: Paul H. Nitze Award, Center for Naval Analysis
- 2002: Das politische Buch, Friedrich-Ebert-Stiftung

### Orden und Ehrenzeichen
- 1944: Military Cross (MC)
- 1986: Knight Bachelor
- 2002: Order of the Companions of Honour (CH)
- 2002: Commander des Order of the British Empire (CBE)
- 2005: Order of Merit (OM)

### Ehrendoktorwürden
- 1979: Hon. LittD, University of Leeds
- 1988: Hon. DLitt, Universität London

### Ehrenmitgliedschaften
- 1990: Hon. Student, Christ Church der University of Oxford
- 1990: Hon. Fellow, Oriel College der University of Oxford
- 2014: Hon. Fellow, All Souls College der University of Oxford

### Mitgliedschaften
- British Academy (FBA)
- Royal Historical Society (FRHistS)
- Royal Society of Literature (FRSL)
- American Academy of Arts and Sciences (Foreign Member)
- 1994: Academia Europaea[4]

## Schriften (Auswahl)
- The Franco-Prussian War. The German Invasion of France. 2. Auflage, Routledge, London u. a. 2001, ISBN 0-415-26671-8.
- Der Krieg in der europäischen Geschichte. Vom Mittelalter bis zu den neuen Kriegen der Gegenwart (= Beck'sche Reihe. 233). Aus dem Englischen [War in European History] übersetzt von Karl Heinz Siber, 2., aktualisierte und erweiterte Auflage, C.H. Beck, München 2010, ISBN 978-3-406-60633-5.
- Clausewitz. A Very Short Introduction (= Very short introductions. 61). Oxford University Press, Oxford u. a. 2002, ISBN 0-19-280257-7.
- Die Erfindung des Friedens. Über den Krieg und die Ordnung der Welt. Aus dem Englischen [The Invention of Peace] übersetzt von Michael Haupt, Zu Klampen, Lüneburg 2001, ISBN 3-924245-98-3.
- Kurze Geschichte des Ersten Weltkriegs. Aus dem Englischen [The First World War] übersetzt von Helmut Reuter, Piper, München u. a. 2005, ISBN 3-492-04588-X.